# JILA
Le JILA, anciennement Joint Institute for Laboratory Astrophysics, est un institut de recherche en sciences physiques aux États-Unis. Il est situé sur le campus de l'Université du Colorado à Boulder, et est fondée en 1962 en tant qu'institut conjoint de l'Université du Colorado à Boulder et du National Institute of Standards & Technology.

## Recherche
Le JILA est l’un des principaux instituts de recherche de physique du pays. Le premier condensat de Bose-Einstein au monde est créé au JILA par Eric Cornell et Carl Wieman en 1995. La première démonstration de peigne de fréquences optiques est dirigée par John Lewis Hall au JILA. Les premières démonstrations d'un condensat fermionique et d'une physique de croisement BEC-BCS y sont réalisées par Deborah S. Jin.
Les membres du JILA occupent des postes de professeurs dans les Départements de physique, d'astrophysique et de sciences planétaires, de chimie et de biochimie, de biologie moléculaire, cellulaire et du développement ainsi que d'ingénierie. Les membres de la division de physique quantique du JILA du NIST occupent des postes de professeurs conjoints à l'Université du Colorado à Boulder dans les mêmes départements.
Les recherches qui y sont effectuées abordent des sujets scientifiques fondamentaux, tel que sur les limites des mesures et des technologies quantiques, la conception de lasers optiques et à rayons X de précision, les principes fondamentaux sous-jacents à l'interaction de la lumière et de la matière, le rôle de la physique quantique en chimie et en biologie, et les processus qui ont régi l'évolution de l'Univers pendant près de 14 milliards d'années.

## Personnel
Le corps professoral actuel du JILA comprend deux lauréats du prix Nobel — Eric Cornell et John L. Hall — et deux boursières John D. et Catherine T. MacArthur — Margaret Murnane et Ana Maria Rey. David J. Wineland et Carl Wieman, tous deux précédemment affiliés au NIST et au JILA respectivement, ont également reçu le prix Nobel de physique,, tandis que Deborah Jin a précédemment reçu une bourse MacArthur.